# 第64回全国高等学校サッカー選手権大会
第64回全国高等学校サッカー選手権大会（だい64かいぜんこくこうとうがっこうサッカーせんしゅけんたいかい）は、1986年1月に行われた、全国高等学校サッカー選手権大会である。

## 概要
- キャッチフレーズ 君が青春ストライカー

### 日程
- 開会式　1月1日
- 1回戦　1月2日
- 2回戦　1月3日
- 3回戦　1月4日
- 準々決勝　1月6日
- 準決勝　1月7日
- 決勝　1月8日

### 使用会場
- 国立霞ヶ丘競技場陸上競技場（準決勝・決勝）
- 駒沢オリンピック公園陸上競技場（1回戦・2回戦・準々決勝）
- 三ツ沢公園球技場（1回戦～準々決勝）
- 西が丘サッカー場（1回戦～3回戦）
- 千葉県総合運動場陸上競技場（1回戦～3回戦）
- 埼玉県大宮公園サッカー場（1回戦～3回戦）
- 等々力陸上競技場（1回戦～2回戦）
- 習志野市秋津サッカー場（1回戦～2回戦）
- 浦和市駒場陸上競技場（1回戦～2回戦）

## 出場校
北海道・東北
- 北海道代表 室蘭大谷
- 青森県代表 五戸
- 岩手県代表 盛岡商
- 宮城県代表 仙台育英
- 秋田県代表 秋田商
- 山形県代表 日大山形
- 福島県代表 磐城

関東
- 茨城県代表 古河一
- 栃木県代表 宇都宮学園
- 群馬県代表 前橋商
- 埼玉県代表 大宮東
- 千葉県代表 市立船橋
- 東京都A代表 修徳
- 東京都B代表 帝京
- 神奈川県代表 鎌倉
- 山梨県代表 東海大甲府

北信越・東海
- 新潟県代表 新潟西
- 富山県代表 富山一
- 石川県代表 金沢西
- 福井県代表 丸岡
- 長野県代表 上田東
- 岐阜県代表 岐阜工
- 静岡県代表 清水市商
- 愛知県代表 中京
- 三重県代表 四日市中央工

近畿
- 滋賀県代表 水口
- 京都府代表 京都商
- 大阪府代表 北陽
- 兵庫県代表 御影
- 奈良県代表 大淀
- 和歌山県代表 那賀

中国
- 鳥取県代表 米子東
- 島根県代表 益田農林
- 岡山県代表 作陽
- 広島県代表 広島工
- 山口県代表 山口

四国
- 徳島県代表 徳島市立
- 香川県代表 高松商
- 愛媛県代表 八幡浜工
- 高知県代表 高知

九州
- 福岡県代表 東海大五
- 佐賀県代表 佐賀学園
- 長崎県代表 平戸
- 熊本県代表 九州学院
- 大分県代表 別府商
- 宮崎県代表 都城農
- 鹿児島県代表 鹿児島実
- 沖縄県代表 知念

## 試合

### 1回戦
- 東海大五 3 - 2 日大山形
- 作陽 0 - 1 鎌倉
- 中京 2 - 0 那賀
- 別府商 1 - 4 五戸
- 御影 4 - 0 上田東
- 新潟西 1 - 1(PK2 - 4) 都城農
- 大淀 1 - 1(PK4 - 2) 仙台育英
- 高知 1 - 3 宇都宮学園

- 徳島市立 2 - 0 金沢西
- 九州学院 1 - 2 磐城
- 京都商 0 - 0(PK6 - 5) 修徳
- 丸岡 0 - 3 米子東
- 鹿児島実 2 - 2(PK4 - 2) 室蘭大谷
- 益田農林 1 - 2 盛岡商
- 東海大甲府 1 - 0 知念
- 八幡浜工 1 - 2 前橋商

### 2回戦
- 清水市商 1 - 0 佐賀学園
- 東海大五 0 - 1 鎌倉
- 市立船橋 2 - 1 高松商
- 中京 1 - 2 五戸
- 帝京 0 - 0(PK4 - 2) 北陽
- 御影 0 - 2 都城農
- 広島工 3 - 1 岐阜工
- 大淀 1 - 2 宇都宮学園

- 秋田商 1 - 1(PK5 - 4) 平戸
- 徳島市立 0 - 1 磐城
- 京都商 3 - 1 米子東
- 古河一 1 - 1(PK5 - 6) 山口
- 鹿児島実 6 - 1 盛岡商
- 水口 0 - 1 大宮東
- 東海大甲府 2 - 0 前橋商
- 富山一 1 - 1(PK3 - 4) 四日市中央工

### 3回戦
- 清水市商 2 - 0 鎌倉
- 市立船橋 1 - 5 五戸
- 帝京 2 - 0 都城農
- 広島工 0 - 3 宇都宮学園

- 秋田商 3 - 0 磐城
- 京都商 0 - 1 山口
- 鹿児島実 2 - 0 大宮東
- 東海大甲府 0 - 1 四日市中央工

### 準々決勝
- 清水市商 4 - 2 五戸
- 帝京 0 - 1 宇都宮学園

- 秋田商 1 - 0 山口
- 鹿児島実 0 - 2 四日市中央工

### 準決勝
- 清水市商 1 - 0 宇都宮学園
- 秋田商 0 - 1 四日市中央工

### 決勝
- 清水市商 2 - 0 四日市中央工

## 得点王
- 黒崎久志 (宇都宮学園) 5得点

## 主な出場選手
- 根岸誠一 (宇都宮学園)
- 黒崎久志 (宇都宮学園)
- 真田雅則 (清水商)
- 江尻篤彦 (清水商)
- 阪倉裕二 (四日市中央工)
- 北沢豪 (修徳)
- 手倉森誠 (五戸)
- 手倉森浩 (五戸)
- 田北雄気 (大宮東)
- 財前恵一 (室蘭大谷)
- 野田知 (室蘭大谷)
- 前川和也 (平戸)